# Dieter Van Tornhout
Dieter Van Tornhout (Gand, 18 marzo 1985) è un ex calciatore belga, di ruolo attaccante.

## Palmarès

### Competizioni nazionali
- Campionato belga: 1

Bruges: 2004-2005
- Supercoppa del Belgio: 1

Bruges: 2004, 2005
- Coppa di Lega scozzese: 1

Kilmarnock: 2011-2012